# Кастово
Кастово — река в России, протекает в Мантуровском районе Костромской области. Левый приток Унжи.

## География
Река Кастово течёт через берёзовые леса. На реке расположен опустевший посёлок Кастово. Устье реки находится напротив деревни Малая Поповица в 113 км по левому берегу реки Унжи. Длина реки составляет 39 км.

### Притоки (км от устья)
- 20 км: река Иваньчиха (пр)

## Данные водного реестра
По данным государственного водного реестра России относится к Верхневолжскому бассейновому округу, водохозяйственный участок реки — Унжа от истока и до устья, речной подбассейн реки — бассейн притоков Волги ниже Рыбинского водохранилища до впадения Оки. Речной бассейн реки — (Верхняя) Волга до Куйбышевского водохранилища (без бассейна Оки).
Код объекта в государственном водном реестре — 08010300312110000015921.